# Cedric the Entertainer
Cedric Antonio Kyles, mer känd under artistnamnet Cedric the Entertainer, född 24 april 1964 i Jefferson City, Missouri, är en amerikansk skådespelare och komiker.

## Filmografi i urval
- 2000 – Big Mommas hus
- 2001 – Ride
- 2002 – Barbershop
- 2002 – Serving Sara
- 2004 – Lemony Snickets berättelse om syskonen Baudelaires olycksaliga liv
- 2004 – Barbershop 2
- 2005 – Be Cool
- 2005 – Man of the House
- 2005 – Madagaskar (röst)
- 2007 – Code Name: The Cleaner
- 2008 – Madagaskar 2 (röst)
- 2008 – Cadillac Records
- 2012 – Madagaskar 3 (röst)
- 2016 – Why Him?
- 2024 – Unfrosted